# Michael Smith (kemiker)
Michael Smith CC OBC FRS (født 26. april 1932, død 4. oktober 2000) var en britisk født, kanadisk biokemiker og erhvervsmand. Han modtog Nobelprisen i kemi i 1993 sammen med Kary Mullis sin udvikling af stedspecifik mutagenese. 
Efter at have fået en Ph.d.-grad i 1956 fra University of Manchester, tog han en postdoc med Har Gobind Khorana (der vandt obelprisen i fysiologi i 1968) ved British Columbia Research Council i Vancouver, British Columbia, Canada. Efterfølgende arbejdede Smith ved Fisheries Research Board of Canada Laboratory i Vancouver inden han blev udnævnt til professor i biokemi på UBC Faculty of Medicine i 1966. Smith grundlagde UBC's Biotechnology Laboratory, hvor han var direktør fra 1987 ttil 1995, ig han grundlagde det videnskabelig Protein Engineering Network of Centres of Excellence (PENCE). I 1996 blev han udnævnt til Peter Wall Distinguished Professor of Biotechnology. Efterfølgende blev han grundlægger og direktør på Genome Sequencing Centre (nu kaldet Genome Sciences Centre) ved BC Cancer Research Centre.